# Besseria zonaria
Besseria zonaria är en tvåvingeart som först beskrevs av Friedrich Hermann Loew 1847.  Besseria zonaria ingår i släktet Besseria och familjen parasitflugor. Inga underarter finns listade i Catalogue of Life.